# Мількевич Валентина Станіславівна
Валенти́на Станісла́вівна Мільке́вич (нар. 14 червня 1949) — українська письменниця.

## Біографія
Народилася 14 червня 1949 р. в с.Мазурівка колишнього Чернівецького району (тепер Могилів-Подільського) на Вінниччині. Закінчила педагогічне училище в Немирові (1968), Вінницький педагогічний інститут (1975). Відтоді учителює у школах області, працює в системі освіти, за сумісництвом — кореспондентом у місцевій газеті «Чернівецька зоря».

Живе в рідному селі.

## Літературна діяльність
Поетеса. Авторка книг «Криниця ясеневого листя» (2017), «З глибоких криниць» (2018), «На перехресті осені» (2019), «В обіймах осені» (2020); публікацій у регіональній періодиці та колективних виданнях: журналах «Вінницький край», «Дивослово», «Відродження», альманахах «З любов'ю в серці», «Стожари» та ін.

Засновниця і керівник районного літературно-мистецького об'єднання «Мурафські обрії». Уклала колективні збірки об'єднання: «Зорі над Мурафою» (2020), «Нехай святиться ім'я твоє» (2014).

- Літературно-мистецька премія «Кришталева вишня» (2020)[2]
- Літературна премія імені Михайла Стельмаха журналу «Вінницький край» (2023)[3]

Член НСЖУ, НСПУ з 2021 р.
|                          | В віршах поетеси нуртує чиста дзвінка вода з криниці народної творчості, духовного набутку предків. Чимало віршів Валентини Мількевич стали популярними піснями, які лунають зі сцени… |
| — Михайло Каменюк (2019) | |

|                            | Теми віршів Валентини Мількевич – різноманітні: тут і любов до Батьківщини, і краса української природи, і пошанування героїв-учасників Першої російсько-української війни на Сході нашої держави, і піклування підростаючого покоління… Самі красномовні назви її книг свідчать про поетичний талант авторки. |
| — Світлана Блонська (2019) | |

|                          | Манера віршування Валентини Мількевич традиційна, тематика творів розмаїта – від громадянської лірики до інтимної, але передусім приваблює читача її пейзажна лірика з філософським підтекстом. Оспівування традиційних цінностей, людяності у людині, першоджерел українства є лейтмотивом її творчості. Архетипними в її поезіях стають назви рослин рідної місцини – ясен, калина, вишня, спориш, волошка, петрів батіг та ін., але понад усе – річка Мурафа «в сонних берегах», навколо якої століттями вирує життя на Наддністрянщині. Авторка знає і дає зрозуміти читачеві, що «щастя медами пахне // і цвітом яблуні навесні». Часом Валентина Мількевич у пошуках творчої наснаги свідомо розхитує ритм вірша, добирає цікаві асонансні рими: Ласкавий вітер гладить віти У нерозбуджених дерев, А ти навчи, як далі жити В потоках слів цих сонних марев». |
| — Андрій Стебелєв (2019) | |